# Arthur Chung
Raymond Arthur Chung, född 10 januari 1918 i Windsor Forest, Brittiska Guyana, död 23 juni 2008 i Georgetown, Guyana, var en guyansk politiker. Han var Guyanas president 1970-1980.